# Bioparco faunistico d'Abruzzo
Il Bioparco faunistico d'Abruzzo (Zoo d'Abruzzo fino al 2011) è stato un giardino zoologico italiano situato a Castel di Sangro, in provincia dell'Aquila, in Abruzzo.
Posto in località Brionna, fu realizzato per volere dell'amministrazione comunale ed inaugurato nel 1984, tuttavia il progressivo manifestarsi di problemi economici di manutenzione e gestione degli animali, mai risolti, portarono alla sua definitiva chiusura nel 2017.

## Descrizione
Noto come Zoo d'Abruzzo fino al 2011, anno di apertura dell'omonimo parco zoologico a Rocca San Giovanni, rimasto nel 2017 l'unico zoo presente in territorio abruzzese, comprendeva, oltre all'area faunistica, un galoppatoio con paddock, un lago artificiale per la pesca sportiva e una palude naturale.
Distribuito in un'area di 11,5 ha, ospitava specie di anatra mandarina, bufalo, canguro, capra, cavallo, cervo nobile, cervo pomellato, cigno nero, cinghiale, colombo, coniglio, daino, emù, fagiano dorato, fischione, gru coronata, guanaco, lama, lince, lupo appenninico, marà, marabù, marzaiola, moretta, muflone sardo, nandù, oca canadese, orso bruno marsicano (simbolo dello zoo), pastore abruzzese, pavone, procione, renna, sciacallo, vatusso, volpoca, yak e zebra, in gran parte trasferite dopo la sua chiusura nello Zoosafari di Fasano.